# Goffredo Ridello
Goffredo Ridello (Ducato di Normandia, ... – Italia, 1086) è stato un avventuriero e generale normanno, Duca di Gaeta.

## Biografia
Nato nel ducato di Normandia, Goffredo emigra nell'Italia meridionale e si segnala in particolare nel 1061 come uno dei principali capi della spedizione normanna lanciata contro la Sicilia musulmana, spedizione guidata da Ruggero d'Altavilla, fratello minore di Roberto Guiscardo, duca di Puglia e di Calabria. Secondo Ibn Khaldun, le truppe normanne erano composte da 600 uomini, mentre Goffredo Malaterra parla solo di un gruppo di 160 uomini; per Ferdinand Chalandon, questi numeri non sono contraddittori, poiché Malaterra potrebbe aver menzionato solo il numero dei cavalieri normanni, che erano generalmente pochi ma assistiti da numerosi soldati reclutati principalmente nel sud d'Italia e successivamente nella popolazione musulmana della Sicilia. Ruggero d'Altavilla, Goffredo Ridello e i loro soldati sbarcarono di notte vicino a Messina, saccheggiarono i dintorni di Milazzo e tornarono verso le loro navi con un ricco bottino (febbraio/marzo 1061). Al momento di imbarcarsi, una tempesta impedì la loro partenza e furono presto attaccati dalla guarnigione di Messina; dopo tre giorni di lotte continue con i musulmani, riuscirono a ripartire ma furono inseguiti da navi nemiche, e fu con grande difficoltà che raggiunsero Reggio.
Alcuni anni dopo, Goffredo Ridello, divenuto conte di Pontecorvo, divenne nel 1068 duca di Gaeta e Barone di San Giovanni Incarico, vassallo della principato di Capua, allora guidato dal normanno Riccardo Drengot dal 1058.
Goffredo Ridello morì nel 1086 e suo figlio Rinaldo gli succedette alla guida del ducato di Gaeta. Sua figlia Eva, detta (o ribattezzata) Anna sposò il duca Giovanni VI di Napoli.
Fu confuso erroneamente con uno dei fratelli Altavilla, Goffredo